# Moses Bledso Corwin

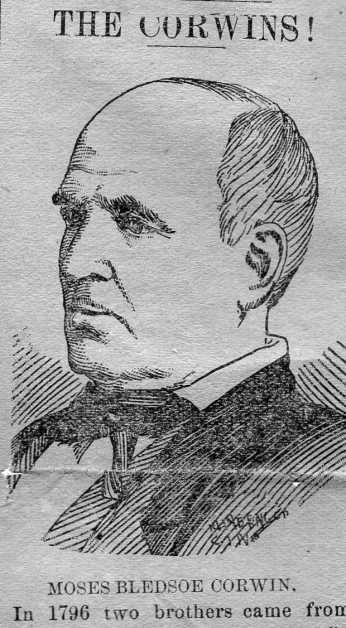
Moses Bledso Corwin, 1840er – 1850er Jahre

Moses Bledso Corwin (* 5. Januar 1790 im Bourbon County, Kentucky; † 7. April 1872 in Urbana, Ohio) war ein US-amerikanischer Politiker. Zwischen 1849 und 1851 sowie nochmals von 1853 bis 1855 vertrat er den Bundesstaat Ohio im US-Repräsentantenhaus.

## Werdegang
Moses Corwin war ein Cousin von Thomas Corwin (1794–1865), der unter anderem Gouverneur von Ohio und US-Finanzminister war. Ein anderer Cousin war der Kongressabgeordnete Franklin Corwin (1818–1879). Sein Sohn John Corwin (1818–1863) war im Jahr 1848 sein unterlegener demokratischer Gegenkandidat bei seiner Wahl in das US-Repräsentantenhaus. Corwin wuchs auf einer Farm auf und besuchte die öffentlichen Schulen seiner Heimat. Nach einem anschließenden Jurastudium und seiner 1812 erfolgten Zulassung als Rechtsanwalt begann er in Urbana in diesem Beruf zu arbeiten. Gleichzeitig schlug er als Mitglied der Whig Party eine politische Laufbahn ein. In den Jahren 1838 und 1839 saß er als Abgeordneter im Repräsentantenhaus von Ohio.
Bei den Kongresswahlen des Jahres 1848 wurde Corwin im vierten Wahlbezirk von Ohio in das US-Repräsentantenhaus in Washington, D.C. gewählt, wo er am 4. März 1849 die Nachfolge von Richard S. Canby antrat. Bis zum 3. März 1851 konnte er eine Legislaturperiode im Kongress absolvieren. Diese Zeit war von den Diskussionen um die Frage der Sklaverei bestimmt. Im Jahr 1850 wurde der von US-Senator Henry Clay eingebrachte Kompromiss von 1850 verabschiedet. Bei den Wahlen des Jahres 1852 wurde Corwin im achten Distrikt seines Staates erneut in den Kongress gewählt, wo er am 4. März 1853 John L. Taylor ablöste. Bis zum 3. März 1855 absolvierte er eine weitere Legislaturperiode im US-Repräsentantenhaus. Diese war von den Ereignissen im Vorfeld des Bürgerkrieges geprägt.
Nach dem Ende seiner Zeit im US-Repräsentantenhaus praktizierte Moses Corwin wieder als Anwalt. Er starb am 7. April 1872 in Urbana, wo er auch beigesetzt wurde.